# 1744 na literatura

## Nascimentos
| Data         | Nome                             | Profissão                      | Nacionalidade  | Observações | Ref |
| ------------ | -------------------------------- | ------------------------------ | -------------- | ----------- | --- |
| 25 de Agosto | Johann Gottfried von Herder      | filósofo e escritor            | Alemanha       | m. 1803     |     |
| ?            | Inácio José de Alvarenga Peixoto | Escritor e político brasileiro | Brasil Colônia | m. 1793     |     |

## Mortes
| Data         | Nome           | Profissão  | Nacionalidade | Observações | Ref |
| ------------ | -------------- | ---------- | ------------- | ----------- | --- |
| 30 de Maio   | Alexander Pope | poeta      | Inglaterra    | n. 1688     |     |
| 8 de Outubro | Henry Fielding | romancista | Inglaterra    | n. 1707     |     |